# XLR-12
XLR-12 je na indolu bazirani sintetički kanabinoidni lek koji je razvilo preduzeće Abot laboratorije 2006. On je analog leka XLR-11 gde je 5-fluoropentil lanac zamenjen sa 4,4,4-trifluorobutil lancom. XLR-12 je relativno visoko selektivan za CB2 receptor, sa Ki od 0.09 nM i 167 puta je selektniji u odnosu na srodni CB1 receptor. Međutim on još uvek zadržava znatan afinitet za CB1 sa Ki od 15 nM.

## Pravni status
XLR-12 je ilegalan u Mađarskoj and Japan.